# Нурымбетов, Биржан Бидайбекулы
Биржан Бидайбекулы Нурымбетов (каз. Біржан Бидайбекұлы Нұрымбетов; род. 19 марта 1968, Луговской район, Джамбулская область, Казахская ССР) — казахстанский политический деятель, министр труда и социальной защиты Республики Казахстан (2019—2021).

## Биография
Биржан Бидайбекулы Нурымбетов Родился в 1968 году, казах, уроженец села Абай Луговского (Т.Рыскулова) района Жамбылской области.
В 1993 году окончил Казахский государственный национальный университет имени Аль-Фараби по специальности «механика и прикладная математика», в 2006 году Алматинскую академию экономики и статистики по специальности «финансы».
С 1993 по 1996 годы — Налоговый инспектор, начальник отдела налоговой инспекции города Жамбыл.
С 1996 по 1997 годы — Советник первого заместителя акима, заведующий сектором аппарата акима Жамбылской области.
С 1997 по 2008 годы — Директор Жамбылского областного филиала РГКП «Государственный центр по выплате пенсий».
С 2008 по 2009 годы — Председатель Комитета по контролю и социальной защите Министерства труда и социальной защиты населения Республики Казахстан.
С 20 марта 2009 по 16 октября 2012 годы — Вице-министр труда и социальной защиты РК.
С октябрь 2012 по июнь 2015 годы — Заместитель Руководителя Канцелярии Премьер-Министра РК.
С июнь 2015 по январь 2017 годы — Вице-министр здравоохранения и социального развития РК.
С март 2017 по декабрь 2017 годы — Вице-министр труда и социальной защиты населения РК.
С декабрь 2017 по август 2019 годы — Заместитель председателя республиканского объединения профсоюзов «Федерация профсоюзов Республики Казахстан».
С 20 августа 2019 года назначен на пост Министра труда и социальной защиты Республики Казахстан.

## Личная жизнь
Жена — Оспанова Айжан Сарсенбековна, имеет двух сыновей Саги и Санжара.

## Награды
- Орден Курмет (декабрь 2013 года)
- Медаль «10 лет независимости Республики Казахстан» (2001)
- Медаль «10 лет Конституции Республики Казахстан» (2005)
- Медаль «За вклад в создание Евразийского экономического союза» 2 степени (8 мая 2015 года)[5]